# Якубу Аєгбені
Якубу Аєгбені (англ. Yakubu Aiyegbeni, нар. 22 листопада 1982, Бенін-Сіті) — нігерійський футболіст, нападник турецького клубу «Кайсеріспор».

## Клубна кар'єра
Вихованець юнацьких команд нігерійського «Юліус Бергер» та ізраїльського «Маккабі» (Хайфа).
У дорослому футболі дебютував 1999 року виступами за команду клубу «Хапоель» (Кфар-Сава), в якій провів один сезон на умовах оренди, взявши участь у 36 матчах чемпіонату.

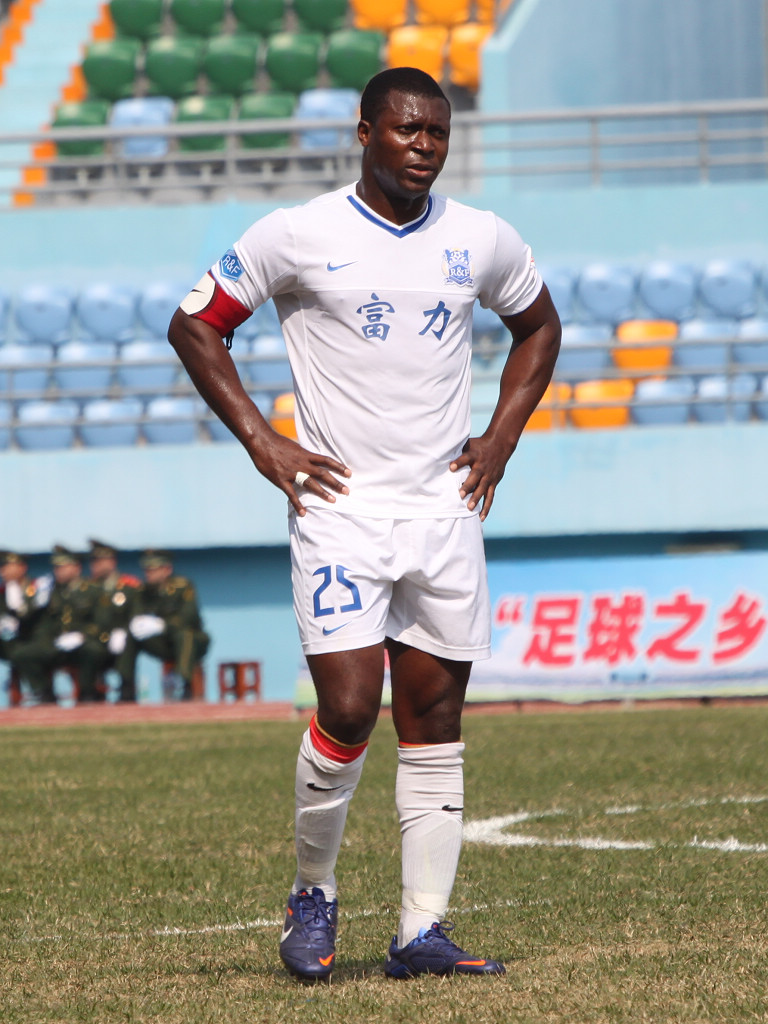
Якубу Айєгбені під час виступів за «Гуанчжоу Фулі». 2013 рік.

Своєю грою за цю команду привернув увагу представників тренерського штабу клубу «Маккабі» (Хайфа), якому належали права на гравця і у складі якого Айєгбені дебютував 2000 року. Відіграв за хайфську команду наступні три сезони своєї ігрової кар'єри. Більшість часу, проведеного у складі хайфського «Маккабі», був основним гравцем атакувальної ланки команди та одним з її головних бомбардирів, маючи середню результативність на рівні 0,42 голу за гру першості.
Протягом першої половини 2003 року захищав кольори англійського «Портсмута» на умовах оренди, а влітку 2003 року уклав з «Портсмутом» повноцінний контракт, провівши у складі команди ще два сезони. Граючи у складі «Портсмута» також здебільшого виходив на поле в основному складі команди, в якій був серед найкращих голеодорів, відзначаючись забитим голом в середньому майже у кожній другій грі чемпіонату.
З 2005 року два сезони захищав кольори команди клубу «Мідлсбро». Тренерським штабом нового клубу також розглядався як гравець «основи». І в цій команді продовжував регулярно забивати, в середньому 0,34 рази за кожен матч чемпіонату.
З 2007 року чотири сезони захищав кольори команди клубу «Евертон». Тренерським штабом нового клубу також розглядався як гравець «основи». Крім того першу половину 2011 року провів на умовах оренди у складі «Лестер Сіті».
До складу клубу «Блекберн Роверз» приєднався 31 серпня 2011 року і за сезон відіграв за команду з Блекберна 30 матчів в національному чемпіонаті, в яких забив 17 голів. Проте за підсумками того сезону «Роверз» зайняли 19 місце і покинули Прем'єр-лігу, після чого нігерієць покинув клуб.
Після цього Аєгбені виступав в Азії за китайський «Гуанчжоу Фулі» та катарський «Аль-Райян» і на початку 2015 року повернувся в Англію, ставши гравцем «Редінга» з Чемпіоншіпа, де грав до кінця сезону.
31 серпня 2015 року Якубу підписав однорічний контракт з клубом турецької Суперліги «Кайсеріспором». Відтоді встиг відіграти за команду з Кайсері 11 матчів у національному чемпіонаті.

## Виступи за збірну
2000 року дебютував в офіційних матчах у складі національної збірної Нігерії. 
У складі збірної був учасником розіграшу Кубка африканських націй 2002 року у Малі, на якому команда здобула бронзові нагороди; розіграшу Кубка африканських націй 2004 року у Тунісі, на якому команда також була третьою; розіграшу Кубка африканських націй 2008 року у Гані, та розіграшу Кубка африканських націй 2010 року в Анголі, на якому команда знову здобула «бронзу», а також чемпіонату світу 2010 року у ПАР.
Всього провів у формі головної команди країни 57 матчів, забивши 21 гол.

## Статистика виступів

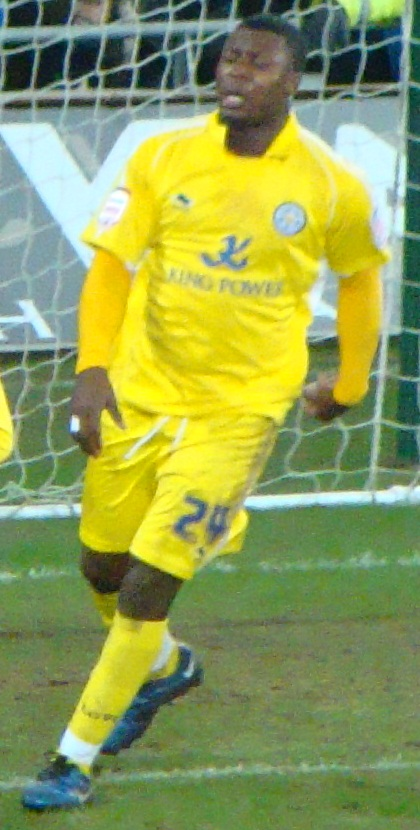
Якубу Аєгбені під час виступів за «Лестер Сіті». 22 лютого 2011 року.

### Статистика клубних виступів
| Сезон                     | Команда                   | Чемпіонат                 | Чемпіонат | Чемпіонат | Національний кубок | Національний кубок | Національний кубок | Континентальні кубки | Континентальні кубки | Континентальні кубки | Інші змагання | Інші змагання | Інші змагання | Усього | Усього |
| Сезон                     | Команда                   | Ліга                      | Ігор      | Голів     | Ліга               | Ігор               | Голів              | Ліга                 | Ігор                 | Голів                | Ліга          | Ігор          | Голів         | Ігор   | Голів  |
| ------------------------- | ------------------------- | ------------------------- | --------- | --------- | ------------------ | ------------------ | ------------------ | -------------------- | -------------------- | -------------------- | ------------- | ------------- | ------------- | ------ | ------ |
| 2011-12                   | «Блекберн Роверз»         | ПЛ                        | 30        | 17        | КА+КЛ              | 0+3                | 1                  | -                    | -                    | -                    | -             | -             | -             | 33     | 18     |
| 2012                      | «Гуанчжоу Фулі»           | СЛ                        | 14        | 9         | КК                 | 1                  | 1                  | -                    | -                    | -                    | -             | -             | -             | 15     | 10     |
| 2013                      | «Гуанчжоу Фулі»           | СЛ                        | 29        | 14        | КК                 | 1                  | 0                  | -                    | -                    | -                    | -             | -             | -             | 30     | 14     |
| Усього за «Гуанчжоу Фулі» | Усього за «Гуанчжоу Фулі» | Усього за «Гуанчжоу Фулі» | 43        | 23        |                    | 2                  | 1                  |                      | -                    | -                    |               | -             | -             | 45     | 24     |
| 2013-14                   | «Аль-Райян»               | СЛ                        | 8         | 3         | -                  | -                  | -                  | ЛЧ                   | 6                    | 1                    | -             | -             | -             | 14     | 4      |
| 2014-15                   | «Редінг»                  | Ч (ІІ)                    | 7         | 0         | КА+КЛ              | 4+0                | 1                  | -                    | -                    | -                    | -             | -             | -             | 11     | 1      |
| Усього за кар'єру         | Усього за кар'єру         | Усього за кар'єру         | 88        | 43        |                    | 9                  | 3                  |                      | 6                    | 1                    |               | -             | 0             | 103    | 47     |

## Титули і досягнення
- Чемпіон Ізраїлю (2):

«Маккабі» (Хайфа):  2000–01, 2001–02
- Володар Кубка Тото (1):

«Маккабі» (Хайфа):  2002–03
Збірні
- Бронзовий призер Кубка африканських націй: 2002, 2004, 2010